# Медухов (Октябрьский район)
Медухов (бел. Мёдухаў) — деревня в Поречском сельсовете Октябрьского района Гомельской области Белоруссии.
Кругом лес.

## География

### Расположение
В 25 км на запад от городского посёлка Октябрьский, 18 км от железнодорожной станции Рабкор (на ветке Бобруйск — Рабкор от линии Осиповичи — Жлобин), 228 км от Гомеля.

## Транспортная сеть
Транспортные связи по просёлочной, затем автомобильной дороге Глуск — Октябрьский. Планировка состоит из трёх коротких, широтных улиц, застроенных деревянными усадьбами.

## История
По письменным источникам известна с XIX века, как селение в Бобруйском уезде Минской губернии, собственность казны. На карте 1866 года, использовавшейся Западной мелиоративной экспедицией, что работало в этих местах в 1890-е годы, обозначена как 6 обособленных, одноимённых застенков. В 1908 году застенок и посёлок в Лясковичской волости.
В начале 1920-х годов застенок и посёлок объединились в одну деревню. В 1930 году жители вступили в колхоз. Во время Великой Отечественной войны немецкие оккупанты в апреле 1942 года полностью сожгли деревню и убили 39 жителей. 11 жителей погибли на фронте. Согласно переписи 1959 года в составе совхоза «Поречье» (центр — деревня Поречье). Работал магазин.

## Население

### Численность
- 2004 год — 19 хозяйств, 45 жителей.

### Динамика
- 1908 год — застенок — 10 дворов, 115 жителей; посёлок — 3 двора, 32 жителя.
- 1940 год — 45 дворов, 174 жителя.
- 1959 год — 132 жителя (согласно переписи).
- 2004 год — 19 хозяйств, 45 жителей.